# Ívelt szárnyú molyfélék
Az ívelt szárnyú molyfélék (Epermeniidae) a valódi lepkék (Glossata) alrendjébe tartozó Heteroneura alrendág Copromorphoidea öregcsaládjának egyik családja.

## Rendszertani felosztásuk
A mintegy két tucatnyi nemet két alcsaládba sorolják be úgy, hogy az ívelt szárnyú molyformák (Epermeniinae) alcsaládot még nemzetségekre is bontják. A nemek:
- Acanthedra
- Agiton
- Calotripis
- Cataplectica
- Chauliomorpha
- íveltmoly (Epermenia)
- Epermeniola
- Epimarptis
- Gnathifera
- Lasiostega
- Lophonotus
- Notodryas
- Ochromolopis
- Paraepermenia
- Parochromolopis
- Phaulernis
- Picrodoxa
- Sinicaepermenia
- Temeluchella
- Thambotricha
- Tichotripis

## Elterjedésük, élőhelyük
Bár a család az egész Földön elterjedt, fajai alig ismertek. Európából 24 fajukat írták le.

## Magyarországi fajaik
Hazánkból kilenc fajt mutattak ki: közülük az egyik legismertebb az Ochromolopinae alcsalád egyetlen, Magyarországon is élő faja, a zsellérke-íveltmoly (Ochromolopis ictella Hb., 1813).
Az ívelt szárnyú molyformák (Epermeniinae) magyarországi fajai egytől egyig a névadó íveltmoly (Epermenia) nem képviselői:
- angyalgyökér-íveltmoly (Epermenia aequidentellus (E.Hofmann, 1867) — Magyarországon szórványos (Fazekas, 2001; Pastorális, 2011);
- barabolysodró íveltmoly (Epermenia daucellus (E. chaerophyllella) Peyerimhoff, 1870) — Magyarországon közönséges (Horváth, 1997; Fazekas, 2001; Pastorális, 2011; Pastorális & Szeőke, 2011);
- pirosszárnyú íveltmoly (Epermenia dentosella (E. plumbeella, E. strictellus) Stainton, 1851) — Magyarországon szórványos (Pastorális, 2011);
- kocsordfonó íveltmoly (Epermenia iniquella (E. dentosella) Wocke, 1867) — Magyarországon többfelé előfordul (Pastorális, 2011);
- ólomszínű íveltmoly (Epermenia insecurella Stainton, 1854) — Magyarországon közönséges (Horváth, 1997; Fazekas, 2001; Buschmann, 2003; Pastorális, 2011 Pastorális & Szeőke, 2011);
- podagrafű-íveltmoly (Epermenia nigrostriatella (E. illigerella) Heylearts, 1883) — Magyarországon közönséges (Fazekas, 2001; Pastorális, 2011; Pastorális & Szeőke, 2011);
- buglyoskocsordfonó íveltmoly (Epermenia petrusellus Heylearts, 1883) — Magyarországon többfelé előfordul (Pastorális, 2011);
- tarka íveltmoly (Epermenia pontificella (Hb., 1796) — Magyarországon közönséges (Buschmann, 2003; Pastorális, 2011; Pastorális & Szeőke, 2011).

## Életmódjuk
A lepkék éjszaka röpülnek, és a mesterséges fényre alig reagálnak. A lepkék levelek között vagy virágfejekben táplálkoznak, és számos faj tápnövényét még nem ismerjük.